# 栗背啸鹟
栗背啸鹟（学名：Coracornis raveni），是啸鹟科栗背啸鹟属的一种，为印度尼西亚的特有种。该物种的保护状况被评为无危。
栗背啸鹟的栖息地为亚热带或热带的湿润山地林。